# Bijaura
Bijaura (en népalais : बिजौरा) est un comité de développement villageois du Népal situé dans le district de Surkhet. Au recensement de 2011, il comptait 5 438 habitants.